# USS Farenholt (DD-491)
USS Farenholt (DD-491) là một tàu khu trục thuộc lớp Benson của Hải quân Hoa Kỳ đã phục vụ trong suốt Chiến tranh Thế giới thứ hai. Nó là chiếc tàu chiến thứ hai của Hải quân Hoa Kỳ được đặt tên theo Chuẩn đô đốc Oscar Farenholt (1845-1920), người tham gia cuộc Nội chiến Hoa Kỳ và cuộc Chiến tranh Tây Ban Nha-Hoa Kỳ.

## Thiết kế và chế tạo
Farenholt được đặt lườn tại xưởng tàu của hãng Bethlehem Steel Company ở đảo Staten, New York vào ngày 11 tháng 12 năm 1940. Nó được hạ thủy vào ngày 19 tháng 11 năm 1941; được đỡ đầu bởi cô N. L. Garland, cháu gái bốn đời của Đô đốc Farenholt, và được cho nhập biên chế vào ngày 2 tháng 4 năm 1942 dưới quyền chỉ huy của Hạm trưởng, Thiếu tá Hải quân E. T. Seaward.

## Lịch sử hoạt động

### 1942
Farenholt khởi hành từ San Diego, California vào ngày 1 tháng 7 năm 1942 để đi Tongatapu thuộc quần đảo Tonga, nơi nó tham gia các cuộc thực tập bắn phá bờ biển từ ngày 18 đến ngày 23 tháng 7. Lên đường trong thành phần lực lượng đặc nhiệm được xây dựng chung quanh tàu sân bay Wasp, nó tham gia cuộc tấn công lên Guadalcanal vào ngày 7 tháng 8, chiến dịch tấn công đầu tiên của Hoa Kỳ tại Mặt trận Thái Bình Dương. Nó đã hộ tống cho Wasp khi chiếc tàu sân bay tung các đợt không kích hỗ trợ cho hoạt động của lực lượng Thủy quân Lục chiến trong những ngày đầu của chiến dịch kéo dài và căng thẳng này, đồng thời hoạt động như là soái hạm của Hải đội Khu trục 12. Sau khi được tiếp tế tại Nouméa từ ngày 3 đến ngày 8 tháng 9, nó quay trở lại cùng đội của Wasp, hộ tống các tàu vận chuyển đưa lực lượng tăng viện từ Espiritu Santo đến Guadalcanal. Khi lực lượng của nó bị hai tàu ngầm Nhật Bản tấn công vào ngày 15 tháng 9, nó đã cứu vớt 143 người sống sót từ chiếc Wasp bị đắm do trúng ngư lôi, bao gồm tư lệnh lực lượng đặc nhiệm và hạm trưởng chiếc tàu sân bay.
Farenholt quay trở lại Espiritu Santo cùng với những người sống sót vào ngày hôm sau, rồi lên đường đi Nouméa hộ tống việc vận chuyển binh lính đổ bộ đi Funafuti. Quay trở lại Espiritu Santo vào ngày 6 tháng 10, nó tham gia một lực lượng có nhiệm vụ ngăn chặn và tiêu diệt tàu bè Nhật Bản, đồng thời ngăn cản việc tăng viện lực lượng của đối phương đến Guadalcanal qua các chuyến Tốc hành Tokyo đến hòn đảo này. Trong đêm 11-12 tháng 10, lực lượng này đã đụng độ đối phương trong Trận chiến mũi Esperance, đánh chìm một tàu khu trục Nhật. Ba tàu Hoa Kỳ bị hư hại trong trận này, một chiếc sau đó bị đắm. Farenholt nằm trong số những chiếc bị hư hại, bị đánh trúng ba phát khiến ba người thiệt mạng và 43 người khác bị thương. Cho dù các ống phóng ngư lôi của nó không hoạt động, nó tiếp tục nổsúng vào đối phương cho đến khi trận chiến kết thúc, gây hư hại cho một tàu tuần dương và một tàu khu trục đối phương. Bị ngập nước do bị bắn trúng ngang mực nước, nó tiếp tục nổi được nhờ di chuyển dầu, nước, và các vật nặng sang mạn đối diện để nghiêng 9° sang mạn phải đưa các lỗ hổng lên bên trên mực nước, và quay trở về Espiritu Santo đến vào ngày 13 tháng 10 bẳng chính động lực của mình.

### 1943
Farenholt được sửa chữa những hư hại trong chiến đấu tại Trân Châu Cảng trước khi quay trở lại Espiritu Santo vào ngày 3 tháng 3 năm 1943. Sau một tháng làm nhiệm vụ tuần tra và huấn luyện tại khu vực New Hebrides, nó lên đường vào ngày 3 tháng 4 hộ tống các hoạt động tại vùng quần đảo Solomon. Ngoài khơi Lunga Point vào đêm 6 tháng 4, nó chiến đấu với máy bay ném bom đối phương; và vào ban ngày đang khi hộ tống sáu tàu vận tải đi về phía Đông băng qua eo biển Sealark, nó chịu đựng đợt tấn công của mười bốn máy bay ném bom-ngư lôi Nhật, bắn rơi ít nhất một chiếc. Một thành viên thủy thủ đoàn của nó bị thương do một quả bom ném suýt trúng. Sau khi được tiếp liệu tại Espiritu Santo, nó tham gia các hoạt động huấn luyện, rồi tiếp nối nhiệm vụ hộ tống các đoàn tàu đi và đến khu vực Solomon từ ngày 30 tháng 4. Vào ngày 13 tháng 5, nó đánh đuổi một đợt tấn công ném bom vốn làm một người bị thương, và vào ngày 30 tháng 6 đã đối đầu với những khẩu đội pháo duyên hải đối phương trên bờ biển Munda thuộc New Georgia để bảo vệ các tàu vận chuyển binh lính đổ bộ lên Rendova ngang qua eo biển. Khi các tàu vận chuyển rút lui từ Rendova cuối ngày hôm đó dưới sự hộ tống của Farenholt và sáu tàu khu trục khác, một tốp máy bay ném bom-ngư lôi đối phương đã tấn công đoàn tàu. Nó tham gia màn hỏa lực phòng không vốn đã bắn rơi nhiều chiếc, cơ động né tránh được hai quả ngư lôi nhưng bị đánh trúng một quả thứ ba, nhưng quả này may mắn đã bị tịt ngòi. Khi tàu vận chuyển McCawley bị đánh chìm, nó đã đón lên tàu vị tư lệnh lực lượng đặc nhiệm, Chuẩn đô đốc Richmond K. Turner.
Khi chiến dịch New Georgia tiếp diễn với các cuộc đổ bộ mới lên nhiều điểm khác nhau của hòn đảo lớn này, Farenholt hộ tống các đoàn tàu vận tải tiếp liệu đi lên phía Bắc từ khu vực Nam Solomon, cũng như làm nhiệm vụ bắn phá bờ biển cho đến ngày 16 tháng 7. Sau một giai đoạn ngắn sửa chữa cặp mạn một tàu tiếp liệu tại Espiritu Santo, nó hoạt động ngoài khơi cảng này và tại Efate trong nhiệm vụ tuần tra và hộ tống giữa Nouméa và Guadalcanal, càn quét tàu bè Nhật Bản và vận chuyển binh lính và tiếp liệu đến Vella Lavella. Vào tháng 10, nó thực hiện chuyến viếng thăm kéo dài sáu ngày đến Sydney, Australia, quay trở lại vịnh Purvis vào ngày 29 tháng 10. Hai ngày sau, nó gia nhập thành phần hộ tống cho lực lượng tàu sân bay tấn công hoạt động về phía Đông Bắc Bougainville hỗ trợ các hoạt động đổ bộ. Ngoài việc trực tiếp hỗ trợ cho cuộc đổ bộ và trận chiến tiếp theo, các tàu sân bay còn tung ra các cuộc không kích xuống Buka và Rabaul.

### 1944
Từ tháng 11 năm 1943 đến tháng 2 năm 1944, Farenholt tiếp tục hoạt động hỗ trợ cho các hoạt động tại Bougainville và New Britain, hộ tống các đoàn tàu chuyển binh lính tăng viện và tiếp liệu đến vịnh Nữ hoàng Augusta, truy lùng tàu bè đối phương, bắn phá Choisoul cùng nhiều địa điểm tại Bougainville và quần đảo Shortland. Nó hỗ trợ cho cuộc đổ bộ lên đảo Green thuộc Papua New Guinea vào ngày 14 tháng 2, đánh trả một đợt không kích của máy bay ném bom bổ nhào, nơi nó bắn rơi ít nhất một máy bay đối phương. Trong đêm 17-18 tháng 2, hải đội của nó tiến hành cuộc đột kích dọc eo biển St. George để bắn phá tàu bè trong vịnh Blanche và bắn phá Rabaul, đánh chìm hai tàu buôn và gây hư hại nặng cho các cơ sở trên bờ. Một cuộc tấn công tương tự xuống Kavieng vào ngày 25 tháng 2 vấp phải sự chống trả quyết liệt của hỏa lực phòng thủ đối phương; Farenholt bị bắn thủng một lỗ bên dưới mực nước, nhưng một lần nữa việc kiểm soát hư hỏng đã ngăn chặn ngập nước và cứu được con tàu.
Công việc sửa chữa tạm thời được tiến hành tại vịnh Purvis, sau đó Farenholt lên đường quay trở về vùng bờ Tây cho một đợt đại tu đang rất cần thiết. Nó hoạt động trở lại vào ngày 16 tháng 6, và sau một đợt huấn luyện ngắn tại Trân Châu Cảng, đã đi đến ngoài khơi Guam vào ngày 21 tháng 7, bảo vệ cho các tàu vận chuyển chở binh lính đổ bộ. Nó tuần tra ngoài khơi Guam cho đến ngày 10 tháng 8, rồi quay trở lại Eniwetok chuẩn bị cho chiến dịch Palau, bước đệm quan trọng trong chặng đường giải phóng Philippines. Cho đến tháng 9, nó hộ tống các tàu sân bay trong các cuộc không kích chuẩn bị lên Palau và miền Nam Philippine; bắn phá một trạm radar tại mũi San Augustine, Mindanao; hỗ trợ cho cuộc đổ bộ lên Morotai mà không gặp sự kháng cự cũng như lên Angaur bị tranh chấp quyết liệt; hộ tống các tàu sân bay khi chúng tung các cuộc không kích xuống Manila và các phi vụ trinh sát hình ảnh bên trên Leyte và Samar.
Từ ngày 28 tháng 9 đến ngày 13 tháng 10, Farenholt được tiếp liệu tại Manus trước khi gặp gỡ trở lại các tàu sân bay hạm đội kịp thời, và tham gia hỗ trợ cho cuộc tấn công đổ bộ lên Leyte vào ngày 20 tháng 10. Được tiếp nhiên liệu vào ngày 21 tháng 10, đội của nó lên đường đi Ulithi, nhưng lại bị gọi quay trở lại khẩn cấp vào ngày 24 tháng 10 do các cuộc đụng độ quyết liệt trong trận Hải chiến vịnh Leyte. Tuy nhiên, hải đội của nó chỉ được giao nhiệm vụ gặp gỡ để hộ tống các tàu tuần dương Canberra và Houston, vốn bị hư hại trong cuộc không kích lên Đài Loan trước đó và vẫn đang trên đường rút lui về tuyến sau. Hải đội về đến Ulithi vào ngày 27 tháng 10.

### 1945
Farenholt cùng Hải đội Khu trục 12 của nó được điều động sang Đội Tuần tra và Hộ tống phía Tây, phục vụ tại khu vực quần đảo Caroline và Mariana. Nó phục vụ như tàu tuần tra tại Ulithi và eo biển Kossol, hộ tống các đoàn tàu vận tải đi lại tại khu vực này đến các điểm hẹn giữa đại dương cho đến ngày 5 tháng 5 năm 1945. Ba ngày sau, nó đi đến Okinawa, và trong một tháng tiếp theo đã đảm trách những nhiệm vụ thường lệ của tàu khu trục tại hòn đảo đang bị tranh chấp quyết liệt này, hộ tống bảo vệ nhiều tàu khác nhau, giải cứu các phi công bị bắn rơi và cứu vớt những người sống sót từ các tàu bị hư hỏng hay đánh chìm, bắn phá bờ biển cũng như hoạt động cùng các tàu sân bay khi chúng tung ra các cuộc không kích vào các vị trí của quân Nhật, đặc biệt là tại Sakishima Gunto nơi những máy bay tấn công cảm tử kamikaze xuất phát.
Farenholt khởi hành đi vịnh San Pedro, Philippines, đến nơi vào ngày 19 tháng 6 để gia nhập một đoàn tàu tiếp liệu phục vụ cho các  tàu sân bay, trong khi chúng hoạt động không kích xuống chính quốc Nhật Bản. Vào ngày 28 tháng 7, nó quay trở lại Okinawa làm nhiệm vụ hộ tống cho đến ngày 22 tháng 9, khi nó lên đường cùng một tướng lĩnh Lục quân để tiếp nhận sự đầu hàng của binh lính Nhật đồn trú trên các đảo phía Nam quần đảo Ryukyu và tại Sakishima Gunto. Từ ngày 20 đến ngày 31 tháng 10, nó đi lại giữa vịnh Buckner, Okinawa và Sasebo, Nagasaki hộ tống các tàu vận tải, rồi lên đường đi San Diego và Charleston, South Carolina, đến nơi vào ngày 8 tháng 12.

### Sau chiến tranh
Farenholt được cho xuất biên chế và đưa về lực lượng dự bị tại Charleston vào ngày 26 tháng 4 năm 1946. Tên nó được cho rút khỏi danh sách Đăng bạ Hải quân vào tháng 6 năm 1971; và nó bị bán để tháo dỡ vào tháng 11 năm 1972.

## Phần thưởng
Farenholt được tặng thưởng mười một Ngôi sao Chiến trận do thành tích phục vụ trong Thế Chiến II.